# Молодіжний суперкубок Італії з футболу
Молодіжний суперкубок Італії з футболу (італ. Supercoppa Primavera) — одноматчевий щорічний молодіжний футбольний турнір, що проводиться з 2004 року, в якому беруть участь переможець молодіжного чемпіонату Італії та молодіжного Кубка Італії. У випадку, якщо один клуб здобуває обидва трофеї — з фіналістом кубка.

## Переможці
| Рік     | Місце                                              | Матч           | Матч                 | Матч           |
| Рік     | Місце                                              | Чемпіон Італії | Рахунок              | Володар Кубка  |
| ------- | -------------------------------------------------- | -------------- | -------------------- | -------------- |
| 2004 it | «Віа-дель-Маре», Лечче 5 вересня 2004              | Лечче          | (2 - 2) 4 - 2 (пен.) | Ювентус        |
| 2005 it | «Тригорія», Рим 21 вересня 2005                    | Рома           | 1 - 2                | Лечче          |
| 2006 it | «Кісола», Віново 27 вересня 2006                   | Ювентус        | 5 - 1                | Інтернаціонале |
| 2007 it | «Інтерелло», Мілан 3 жовтня 2007                   | Інтернаціонале | 0 - 2                | Ювентус        |
| 2008 it | Ла-Скйорба, Генуя 5 жовтня 2008                    | Сампдорія      | (2 - 2) 5 - 3 (пен.) | Аталанта       |
| 2009 it | «Ренцо Барбера», Палермо 8 вересня 2009            | Палермо        | (2 - 2) 4 - 5 (пен.) | Дженоа         |
| 2010 it | «Луїджі Ферраріс», Генуя 9 вересня 2010            | Дженоа         | 5 - 0                | Мілан          |
| 2011 it | «Олімпійський стадіон», Рим 3 вересня 2011         | Рома           | 2 - 3                | Фіорентіна     |
| 2012 it | «Карло Спероні», Бусто-Арсіціо 5 вересня 2012      | Інтернаціонале | 1 - 2                | Рома           |
| 2013 it | «Олімпійський стадіон», Рим 26 вересня 2013        | Лаціо          | 1 - 2                | Ювентус        |
| 2014 it | «Маркантоніо Бентегоді», Верона 1 жовтня 2014      | К'єво          | 0 - 1                | Лаціо          |
| 2015 it | «Олімпійський стадіон», Турин 14 листопада 2015    | Торіно         | 2 - 1 (д.ч.)         | Лаціо          |
| 2016 it | «Олімпійський стадіон», Рим 28 ottobre 2016        | Рома           | 4 - 0                | Інтернаціонале |
| 2017 it | «Джузеппе Меацца», Мілан 7 gennaio 2018            | Інтернаціонале | 2 - 1 (d.t.s.)       | Рома           |
| 2018 it | «Ернесто Бреда», Сесто-Сан-Джованні 20 лютого 2019 | Інтернаціонале | -                    | Торіно         |